# 吉田弘 (編集者)
吉田 弘（よしだ ひろし）は、日本の女性ファッション誌編集者、イベント・プロデューサー。

## 略歴
マガジンハウス・anan編集長を経て、角川出版プロデューサーへ。その後、フリーランスに転身。ソニー・ミュージックエンタテインメント、サル・インターナショナルと契約。藤井フミヤのイベントプロデュース、ビジュアルプロデュースを担当。現在も多彩な活動を見せ、大学の講師も兼任している。

## 主な関連人物
- 丸山茂雄（に・よん・なな・みゅーじっく代表取締役社長）
- 四方義朗（サル・インターナショナル代表取締役社長）
- 藤井フミヤ（アーティスト）